# Enric Batlle i Durany

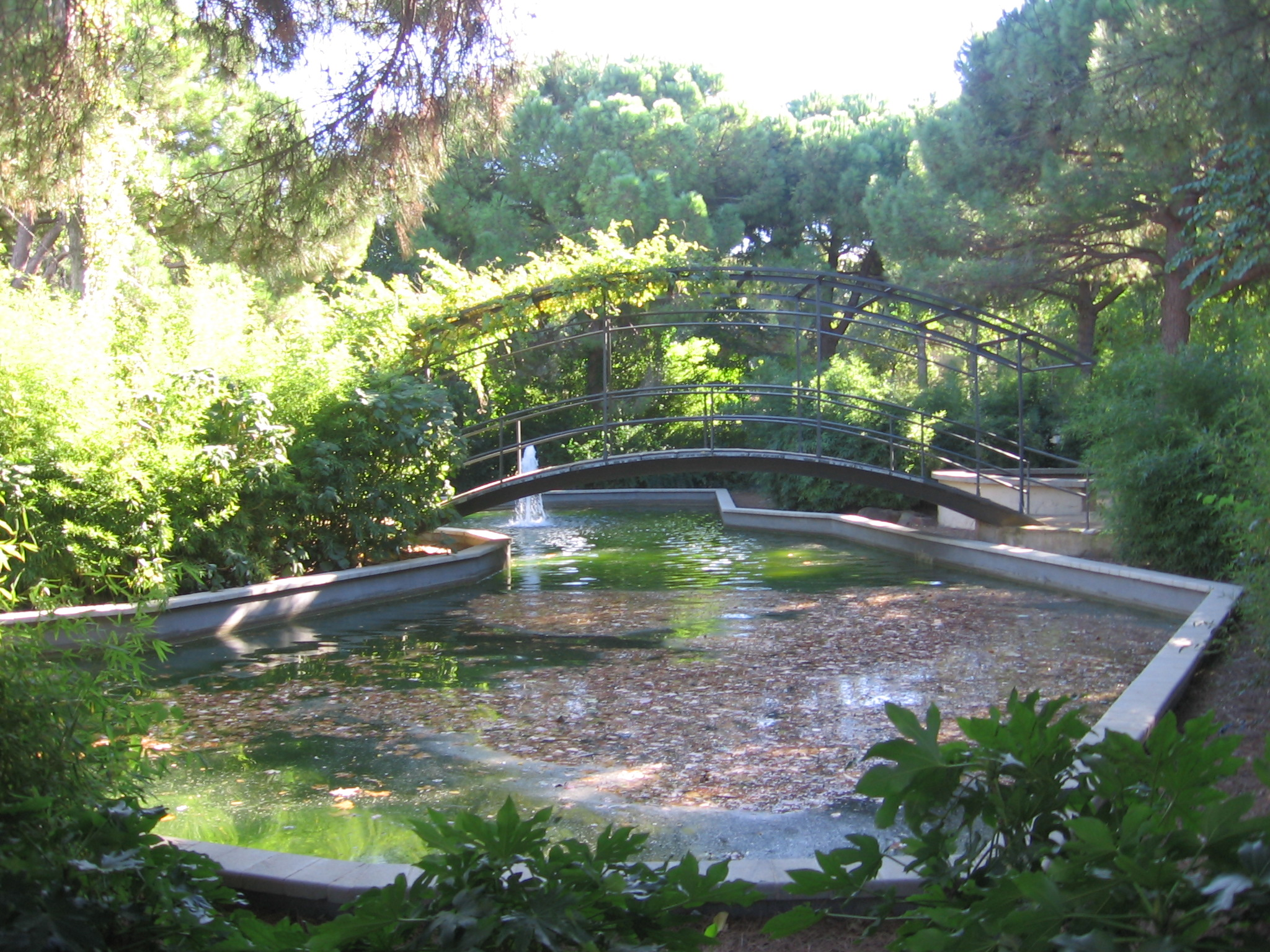
Parque de la Pegaso

Enric Batlle i Durany (Barcelona, 1956) és arquitecte i paisatgista català. L'any 1981 va fundar conjuntament amb Joan Roig i Duran el despatx Batlle i Roig, arquitectes. Va estudiar a l'Escola Tècnica Superior d'Arquitectura de Barcelona (ETSAB) i obtingué el títol d'Arquitecte l'any 1980 i el de Doctor Arquitecte l'any 2002 amb la Tesi Doctoral: "El jardí de la Metròpoli". Actualment és professor universitari de la Universitat Politècnica de Catalunya (UPC) des de 1982. També és professor al Màster en Arquitectura i del Paisatge i del Departament d'Urbanisme de l'assignatura Urbanisme i Ordenació del Territori a l'Escola Tècnica Superior d'Arquitectura del Vallès (ETSAV), coordinador del TAP IV (Tallers d'Arquitectura i Projectes) de la mateixa escola, així com al Màster d'Arquitectura del Paisatge a la Universitat Politècnica de Catalunya (UPC), havent participat durant tots aquests anys en cursos de la mateixa universitat i en altres institucions com l'Escola Superior d'Agricultura de Barcelona i l'Escola Tècnica Superior d'Arquitectura de la Universitat de Navarra. Ha rebut el premi extraordinari de doctorat per acord de la Comissió de Doctorat de la Universitat Politècnica de Catalunya, també ha rebut el premi Lluís Domènech i Muntaner de Teoria i Crítica d'Arquitectura per la seva obra: "El Jardí de la Metròpoli. Del paisatge romàntic a l'espai lliure per una ciutat sostenible".

## Selecció d'obres
Algunes de les seves obres més significatives són:
Paisatge
Espai Lliure
- Parc al Nus Viari de la Trinitat. Barcelona.
- Parc Atlàntic a la Vaguada de Las Llamas. Santander

Medi-ambient
- Restauració Paisatgística de l'Abocador de la Vall d'en Joan. El Garraf, Barcelona.
- Recuperació Mediambiental del Riu Llobregat. Baix Llobregat, Barcelona.

Urbanització
- Busbaix. Carril bus entre Castelldefels i Cornellà, Barcelona.
- Passeig Marítim d'Alcúdia. Alcúdia, Mallorca.

Ponts
- Pont sobre el Riu Besòs. Sant Adrià del Besòs, Barcelona.
- Pont a Mas Lluhí. Sant Just Desvern, Barcelona.

Edificació
Habitatge
- Edifici d'habitatges Vilamarina. Viladecans, Barcelona.
- 273 habitatges lliures, 19 habitatges HPO, aparcament i equipament a "Can Comas". Granollers, Barcelona.

Oficines
- Seu de la Comissió del Mercat de Telecomunicacions, Comissió del Mercat de les Telecomunicacions. Districte 22@, Barcelona.
- Edifici d'oficines Torre Millenium. Sabadell, Barcelona.

Equipament:
- Ciutat Esportiva Joan Gamper del Futbol Club Barcelona. Sant Joan Despí, Barcelona.
- Nou Tanatori al Cementiri de Sant Joan Despí. Sant Joan Despí, Barcelona.

Terciari
- Universitat Corporativa de Telefònica al Parc de Belloch. La Roca del Vallès. Barcelona.
- Centre Comercial Vilamarina. Viladecans, Barcelona.

Restauració
- Biblioteca Pública Torres Amat. Sallent, Barcelona.
- Rehabilitació de l'Església de Silos. Alarcón, Cuenca.

Planejament
Urbanisme
- Pla Director Candidatura Expo Zaragoza 2008. Saragossa.
- Àrea Residencial Estratègica Passeig Nord. Reus, Tarragona.

Ordenació territorial
- Parc Lineal a la Riera de Sant Climent. Viladecans, Barcelona.
- Pla Director del Parc de la Ciutadella. Barcelona.